# Comerț electronic

Subdomenii ale comerțului electronic

Comerțul electronic (în engleză: Electronic Commerce sau e-Commerce, care se pronunță /i 'kə.mə(:)s/, v. AFI) este activitatea de cumpărare sau vânzare prin intermediul transmiterii de date la distanță, activitate specifică politicii expansive a marketingului companiilor comerciale. Prin intermediul Internetului se dezvoltă o relație de servicii și schimb de mărfuri între ofertant și viitorul cumpărător. În anii 1990 compania IBM, printr-o campanie publicitară corespunzătoare, a făcut popular și termenul echivalent Electronic Business. Un termen înrudit este E-Trade, care se referă la tranzacțiile bursiere electronice.
Utilizarea tuturor mijloacelor electronice pentru participarea la o activitate de comerț electronic poartă denumirea de tranzacție electronică.
Strâns legate de comerțul electronic pot fi și alte activități electronice, de exemplu servirea cumpărătorilor, livrarea mărfii (dacă e vorba de medii electronice), colaborarea cu partenerii de afaceri sau și conducerea unei organizații prin mijloace electronice.
În tranzacțiile comerciale clasice se disting următoarele etape: 
1. informarea comercială referitoare la tranzacție și anume cercetarea de marketing;
2. încheierea contractului comercial general;
3. comandarea/vânzarea produsului sau a serviciului;
4. plata.

În cadrul comerțului electronic pot fi tranzacționate bunuri și servicii digitale (sunt excluse fazele logistice), iar locul în care sunt tranzacționate aceste bunuri digitale poartă denumirea de piață electronică (în limba engleză e-marketspace) – contextul virtual în care cumpărătorii și vânzătorii se găsesc unii pe alții și tranzacționează afaceri electronice.

## Categoriile comerțului electronic
Comerțul electronic permite participarea atât a persoanelor fizice și juridice, cât și a statului sau a instituțiilor acestuia. În funcție de relațiile dintre acești participanți au luat naștere mai multe categorii de comerț electronic.

## B2B (business-to-business)
Este un model de comerț electronic în care toți participanții sunt companii sau alte organizații. În România domeniul B2B este o afacere foarte promițătoare, datorită penetrării Internetului în firme la nivel înalt. Studii recente arată că în România există  mai mult de 1,1 milioane de utilizatori care intră pe Internet de la locul lor de muncă (inclusiv școli și universități), și peste 42.000 de domenii de nivel înalt sunt înregistrate.

## B2C (business-to-consumer)
Model de comerț electronic în care companiile vând la cumpăratori individuali – persoane fizice. 
În România, piața electronică B2C se află încă într-un stadiu de formare. Consumatorii încă experimentează online, dar sunt încă multe obstacole ce trebuie să fie învinse înainte de a se schimba comportamentul clienților; aceste probleme sunt legate de crearea securității tranzacțiilor, asigurarea protecției clienților, mărirea vitezei de transfer în rețea sau chiar asigurarea accesului la Internet.
Majoritatea utilizatorilor Internet particulari au acces la Internet prin intermediul locului lor de muncă, și numai circa 200.000 de oameni dispun de un acces personal.
Office of National Statistics din Marea Britanie susține că vânzările B2C pe glob au depășit 10 miliarde de dolari în 2001, piața fiind în plină expansiune.

## C2B (consumer-to-business)
Acest model de comerț electronic se referă la persoanele fizice (consumatori) care utilizează Internetul pentru a-și vinde produsele sau serviciile firmelor și pentru a căuta vânzători care să liciteze pentru produsele sau serviciile de care au nevoie.

## C2C (consumer-to-consumer)
Acest model se referă la consumatorii care vând direct la alți consumatori. Un exemplu din acest domeniu care are un succes enorm în întreaga lume este sistemul eBay.

## E-government
Această formă de comerț electronic este întâlnită în următoarele forme: B2G (business to government), G2B (government to business), G2C (government to consumer). Aici prin "government" se înțelege administrația statului respectiv.

### B2G (business-to-government)
Guvernele utilizează canale de comerț electronic pentru creșterea eficienței operațiunilor și îmbunătățirea serviciilor oferite cetățenilor-clienți. O arie de interes pentru guverne în domeniul afacerilor este intensificarea utilizării Interentului și a rețelelor VAN, pentru diseminarea informației, a oportunităților, cotațiilor primite de la vânzători/furnizori de bunuri și servicii.
Între anii 1980-1990 câteva guverne inovatoare au început să utilizeze B2G, folosind sistemul dial-up în transmiterea "bulletin board services" (BBS), care asigură accesul online la cererile curente de informații, oportunități, consultanță. Acestă abordare a implicat din partea beneficiarului serviciilor BBS adaptarea la aceeași tehnologie software pentru a putea utiliza informația. 
Departamentul (ministerul) de Apărare al Statelor Unite, pentru a atinge o audiență națională și internațională largă, și-a proiectat rețeaua VAN proprie. Această soluție a cerut ca furnizorii să se aboneze la serviciile rețelelor de provideri Internet și să utilizeze capacitățile de comunicare cum ar fi software-ul necesar transmisiilor EDI.
Implicarea administrațiilor statale în comerțul electronic are un efect catalitic pe plan local, în mediul de afaceri dintr-o anumită țară. Guvernele, chiar și în cele mai mari economii de piață, constituie cumpărătorii cei mai mari de bunuri și servicii de la sectorul privat. Construirea unei mase critice de cumpărători online, în vederea sprijinirii apariției unei comunități de afaceri prin comerțul electronic, solicită o implicare activă din partea guvernelor, nu numai din punct de vedere legislativ, ci și ca participant la comerțul electronic, ca o sursă ideală de training și asistență tehnică pentru noile firme de e-commerce.

### G2B (government-to-business)
Model de comerț electronic în care o instituție guvernamentală cumpără sau vinde bunuri, servicii sau informații de la persoanele juridice.

### G2C (government-to-consumer)
Acoperă relații guvern-cetățeni la nivel de informare și prestare servicii publice (exemplu: plata taxelor online).

## Modele de afaceri folosite în comerțul electronic
Se identifică următoarele modele de afaceri incluse în comerțul electronic:
- magazin virtual
- aprovizionare electronică (e-procurement)
- vânzarea de produse deținute de un terț (dropshipping)
- magazin universal electronic (e-mall)
- piața unui terț (3rd party marketplace)
- comunități virtuale (virtual communities)
- furnizor de servicii cu valoare pentru canalele de comerț electronic (value chain service provider)
- platforme de colaborare
- brokeraj de informații și alte servicii.

## Metode de plată
Sistemele de plăți electronice mai cunoscute, pot fi grupate în patru categorii:
- sisteme cu carduri bancare
- sisteme online: (Internet Payment Provider, Payment Service Provider)
- microplăți
- cecuri electronice [1]

În afară de sistemele de plăți electronice se pot utiliza și sisteme de plată cu numerar, cum ar fi plata ramburs. Acest tip de plată este mult mai frecvent folosit în țări în care plățile electronice au o penetrare mai scăzută, cum ar fi cazul României.

## Beneficiile comerțului electronic
Având ca suport rețeaua Internet și eventual și utilizarea unor pachete de programe software specifice, comerțul electronic a avut și are avantaje și beneficii pentru firme, consumatori individuali și societate.

### Pentru companii
1. Extinderea pe piețele internaționale prin asigurarea de servicii și performanță;
2. Asigurarea unei deschideri totale în privința relațiilor cu clienții: aceștia pot căpăta o imagine aproape completă asupra tuturor angajaților, ofertanților și partenerilor lor.
3. Scăderea costului de creare, procesare, distribuire, păstrare și regăsire a informației, până acum bazată pe hârtie, prin crearea unui sit web atractiv cu funcția unui magazin virtual. Siturile web personalizate, sugestiile pentru cumpărare și ofertele speciale personalizate pot într-o oarecare măsură substitui interacțiunile de tip față în față, de tip tradițional;
4. Creează posibilitatea modelării produselor și serviciilor după nevoile cumpărătorilor și simplificarea procedurilor;
5. Costuri de comunicație mai mici.
6. Seriozitate și siguranță. Serverele paralele, redundanța hardware-ului, tehnologia fail-safe, încriptarea informației și firewall-urile pot îndeplini această cerință;
7. Creșterea competitivității și raționalizarea proceselor de afaceri, prin restructurări interne și prin tehnologii ale informației.
8. Construirea unui lanț valoric electronic, în care se pune accentul pe un număr limitat de competențe-cheie -- opusul unui magazin "cu o singură oprire". (Magazinele electronice pot fi atât speciale cât și generale, dacă sunt programate corect.)

### Pentru consumatori
1. Posibilitatea consumatorilor să cumpere sau să facă tranzacții la orice oră din zi, în tot timpul anului, din aproape orice locație;
2. Acordă consumatorilor mai multe posibilități de alegere a produselor și prețurilor;
3. Consumatorilor li se dă siguranță asupra valorii. Vânzătorii pot realiza acest lucru oferind un produs sau o linie de produse care atrage potențialii clienți prin prețuri competitive, la fel ca și în comerțul ne-electronic;
4. Permite o livrare rapidă a produselor și/sau serviciilor (în anumite cazuri);
5. Consumatorii pot să primească informații relevante în decursul câtorva secunde, și nu zile sau săptămâni;
6. Asigurarea motivației consumatorilor de a cumpăra și, la nevoie, de a și returna. Vânzările promoționale pot implica cupoane, oferte speciale sau reduceri. Linkurile de pe alte situri web și programele afiliate de reclame pot fi de asemenea de ajutor;
7. Face posibilă participarea în licitații virtuale;
8. Îndemnarea consumatorilor la consum. Comercianții din Internet pot asigura acest tip de ajutor printr-o amplă informare comparativă și prin facilități bune de căutare;
9. Permite consumatorilor să interacționeze cu alți cumpărători în comunități electronice și să compare experiențele;
10. Lăsând clienții să se ajute singuri. Asigurând funcționarea unui sit de autoservire, ușor de folosit fără asistență, poate fi de ajutor în acest sens;
11. Facilitează competiția, ceea ce rezultă în scăderea prețurilor.
12. Familiarizează consumatorii cu tehnologia și îi ține pe aceștia în pas cu ultimele noutăți.

### Pentru societate
1. Crearea unui "simț comun" al comunității comerciale, de exemplu prin chaturi, foruri ce solicită implicarea clientului, scheme de loialitate și programe de afinitate;
2. Dă posibilitatea mai multor persoane să lucreze / să cumpere de acasă, ceea ce micșorează traficul rutier și poluarea aerului;
3. Permite ca anumite mărfuri să fie vândute la prețuri mai scăzute, cu avantajele pentru cei cu venituri mai mici;
4. Crește eficiența și/sau îmbunătățesc calitatea;
5. Pune la dispoziție o organizare suficient de atentă și agilă pentru a răspunde rapid la orice schimbări din mediul economic, social și fizic.

## Comerțul electronic în România

### Retail și modă
Conform unei cercetări realizate de motorul de căutare de modă GLAMI pe piața din România, în 2019 ponderea comerțului electronic în retail-ul de modă a fost de 18.3% și este așteptat să crească până la 22.7% în 2023. Datele au fost colectate în Noiembrie 2019.
În ansamblu, comerțul electronic se apropie de nivelul de 7 miliarde euro în anul 2023, după ce în anul 2022 s-a situat în jurul valorii de 6,3 miliarde euro, conform GPeC.